# Trowutta
Trowutta är en ort i Australien. Den ligger i kommunen Circular Head och delstaten Tasmanien, i den sydöstra delen av landet, omkring 280 kilometer nordväst om delstatshuvudstaden Hobart.
Trakten runt Trowutta är nära nog obefolkad, med mindre än två invånare per kvadratkilometer.. Närmaste större samhälle är Christmas Hills, omkring 16 kilometer norr om Trowutta. 
I omgivningarna runt Trowutta växer i huvudsak städsegrön lövskog. Genomsnittlig årsnederbörd är 2 560 millimeter. Den regnigaste månaden är augusti, med i genomsnitt 363 mm nederbörd, och den torraste är januari, med 105 mm nederbörd.